# Pontelandolfo
Pontelandolfo è un comune italiano di 1 961 abitanti della provincia di Benevento in Campania.

## Geografia fisica
Pontelandolfo è sito tra i monti "Calvello" (1018 m) a NW, e "Sauco" (562 m) a SE, che separano la valle del Tammaro da quella del Lenta, sul pendio di uno sprone a cavaliere della confluenza del Lenta ed il "Lenticella".
Fa parte della comunità montana Titerno e Alto Tammaro.

## Storia
Stando ad alcuni ritrovamenti di mattoni, embrici e monete d'età romana, un primo insediamento abitato nacque nella località chiamata oggi "Sorgenza".
Alla fine del primo millennio d.C., dopo le incursioni saracene, si ha notizia di un nuovo centro abitato chiamato "Casale di Santa Teodora".
È comunque intorno al 980 d.C. che nacque l'attuale abitato che prese il nome di Pontis Landulphi dal principe longobardo Landolfo che probabilmente vi edificò un ponte sul torrente Lenta per accedere al suo castello.
All'epoca delle guerre tra Guelfi e Ghibellini, il paese si ingrandì a causa di un consistente numero di esuli provenienti da Siena, che vi trovò rifugio.
Subì due assedi nel 1138 e nel 1462, il primo ad opera di Ruggiero il Normanno e il secondo su iniziativa di Ferdinando I d'Aragona.
Pontelandolfo subì numerosi danni a causa dei vari terremoti che colpirono il Sannio ed in particolare dal sisma del 1456 e da quello del 1688.
Nel 1466 divenne possedimento dei Carafa.
Nel quadriennio 1743-46 il suo territorio fu soggetto alla giurisdizione del regio consolato di commercio di Ariano, nell'ambito della provincia di Principato Ultra.
Il 14 agosto 1861 Pontelandolfo fu teatro, insieme alla vicina Casalduni, di un'azione militare dell'allora appena costituito Regio Esercito italiano come rappresaglia per l'uccisione da parte di briganti locali di 45 soldati avvenuta a Casalduni il 7 agosto di quell'anno. Non furono forniti dati ufficiali sul numero totale delle vittime della repressione. L'abitato di Pontelandolfo fu dato alle fiamme dai militari italiani.
La cittadina è gemellata con la città di Waterbury, nello stato del Connecticut negli Stati Uniti d'America. La località è una delle molte mete degli emigranti di Pontelandolfo che, nel corso del XIX e XX secolo, hanno attraversato l'Oceano Atlantico distribuendosi fra Canada, USA e America Latina. A Waterbury gli emigranti e i loro discendenti hanno fondato un'associazione: il Pontelandolfo Community Club, dove si riuniscono circondati da strutture erette in modo da somigliare a elementi caratteristici del paese d'origine come l'antica torre che sovrasta la piazza principale del borgo.
A proposito dell'emigrazione verso le Americhe degli abitanti di Pontelandolfo, scriveva nel 1909 il politico beneventano Almerico Meomartini nel suo Benevento: con 144 illustrazioni:

### Simboli
Lo stemma del comune di Pontelandolfo, ufficialmente rappresentato sul gonfalone, sul bollo e su ogni altro documento, è costituito da:
(Art. 5 dello Statuto comunale)
Il gonfalone è un drappo rettangolare di giallo.

## Monumenti e luoghi d'interesse

### Architetture civili

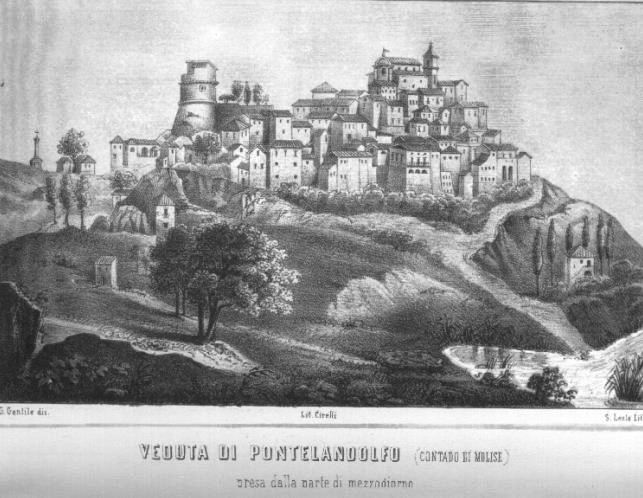
Litografia del 1850 raffigurante Pontelandolfo. A sinistra è visibile la Torre del Castello.

Dell'antico castello medievale di Pontelandolfo resta solo la possente Torre, alta oltre venti metri e avente un diametro di quattordici metri ed uno spessore delle mura del basamento di 4,5 metri.
Una struttura fortificata esisteva già nel 1134 ma fu solo dopo i passaggi nella zona degli eserciti di Carlo I d'Angiò nel 1266 e di Luigi d'Ungheria nel 1348 che i feudatari, capita l'importanza strategica del luogo, costruirono la torre che risalirebbe a non prima della metà del XIV secolo.
Il castello venne distrutto a seguito del terremoto del Sannio del 1688. Rimase in piedi solo la torre che attualmente è di proprietà privata.
A queste strutture si aggiungono due fontane: la Fontana di piazza Roma, sita nel centro storico, ha una curiosa forma a battistero, è dotata di otto bocche di acqua ed è chiamata anche fontana "Teglia" per l'antica presenza di un gigantesco tiglio e la Fontana ponte nuovo, costruita nel 1764 e situata nell'omonima località lungo la strada statale n. 87.

### Architetture religiose
- Chiesa Parrocchiale del SS. Salvatore: caratterizzata dalla facciata in pietra locale, risale al XVII secolo ma è stata oggetto di diversi rimaneggiamenti nel corso dei secoli. L'interno, a tre navate, conserva pregevoli altari settecenteschi.
- Cappella Santa Maria degli Angeli (XIX secolo).
- Tempio dell'Annunziata: edificato nel XV secolo sulle mura di cinta del Castello, è caratterizzato da un campanile sormontato da una edicola barocca.
- Cappella San Rocco: costruita "fuori le mura" dopo la peste del 1656, è stata oggetto di un rifacimento nel 1785. La facciata presenta un porticato dal quale si accede al luogo sacro che custodisce interessanti sculture lignee.
- Edicola di San Donato: conserva pregevoli maioliche cerretesi del XVIII secolo ed è stata edificata nel luogo dove sorgeva una chiesetta demolita nel 1962.

### Monumenti
- Monumento in onore delle vittime di Bridgeport in località San Donato;
- Monumento in onore dei Sanniti Pentri;
- Monumento ai caduti.

### Aree naturali
- Lago Spino: sito a nord-est del monte Calvello, nasce ai confini fra i comuni di Pontelandolfo e Morcone. Il lago ha una superficie di 1 km².
- Torrente Lente: visitabile dalla contrada Cerquelle in località Vreccola.

## Società

### Evoluzione demografica
Abitanti censiti

## Cultura

### Museo della civiltà contadina
Allestito in un locale di via Municipio, presenta diversi reperti inerenti al mondo contadino e rustico nonché numerosi attrezzi per la filatura e la lavorazione della lana.

### Eventi
Il 13 giugno si festeggia il patrono sant'Antonio di Padova.

#### La "Ruzzola del formaggio"
Di singolare interesse è la "Ruzzola del formaggio", iniziativa che si tiene ogni anno nell'ambito delle festività di carnevale. Questo gioco consiste nel far "ruzzolare" una forma di formaggio lungo un percorso predeterminato del paese e che ormai è lo stesso da secoli.
Secondo una leggenda questo gioco sarebbe originato quando, tempo addietro, un barone e un suo contadino si sfidarono giocando a carte. Il barone si giocò un terreno ricco di erba medica, adatto al pascolo. Alla fine vinse il contadino e il barone, uomo d'onore, tenne fede al debito di gioco e donò il terreno al contadino. Dopo pochi giorni il contadino andò dal barone per reclamare che le sue vacche pascolavano ancora sul terreno, dove mangiavano l'erba medica. Il contadino chiese di avere una parte del latte delle mucche ma il barone rispose negativamente, asserendo che l'erba medica era stata piantata quando era ancora egli il proprietario e quindi le vacche dovevano consumarla. Alla fine i due contendenti si ritrovarono in piazza dove si sfidarono con le ruzzole di formaggio, dando così origine al gioco.
Secondo alcuni studiosi questo gioco fu portato nel XIV secolo da alcune persone del Basso Lazio rifugiatesi a Pontelandolfo per sfuggire ad una pestilenza. Infatti delle testimonianze di questo gioco sono riscontrabili nel Basso Lazio e in alcune località dell'Umbria.

## Economia

### Artigianato
Tra le attività più tradizionali vi sono quelle artigianali, che pur non essendo diffuse come nel passato non sono del tutto scomparse, e si distinguono per l'arte della tessitura, caratterizzata da colori vivaci e temi decorativi peculiari.

## Infrastrutture e trasporti

### Strade
Il comune è servito da un'uscita della strada statale 87 Sannitica ed è interessato dalle strade provinciali 87, 98, 100 (ex SS 625) e 160.

### Ferrovie
Il comune è servito dalla stazione di Pontelandolfo, sulla ferrovia Benevento-Campobasso, attiva solo a fini turistici.

## Amministrazione
| Periodo | Periodo   | Primo cittadino        | Partito                     | Carica  | Note |
| ------- | --------- | ---------------------- | --------------------------- | ------- | ---- |
| 1985    | 1993      | Carlo Guerrera         | Partito Socialista Italiano | Sindaco |      |
| 1993    | 1993      | Vincenzo Lubrano       | commissario prefettizio     | Sindaco |      |
| 1993    | 1997      | Giuseppe Perugini      | Democrazia Cristiana-PPI    | Sindaco |      |
| 1997    | 2007      | Rocco Flavio Palladino | Forza Italia                | Sindaco |      |
| 2007    | 2012      | Cosimo Testa           | Lista Civica-DS-PD          | Sindaco |      |
| 2012    | 2013      | Salvatore Viglione     | commissario prefettizio     | Sindaco |      |
| 2013    | 2023      | Gianfranco Rinaldi     | Lista Civica                | Sindaco |      |
| 2023    | in carica | Ovidio Valerio Testa   | Lista Civica                | Sindaco |      |

### Gemellaggi
- Waterbury